# Landkrieg
Ein Landkrieg umfasst alle operativen und taktischen Kriegshandlungen einer militärischen oder militärähnlichen Organisation, die zur offensiven oder defensiven Kontrolle einer Landmasse geeignet sind. Aufgrund der biologischen Eigenschaften des Menschen ist der Bodenkrieg gegenüber der Kriegsführung in anderen geographischen Umgebungen von entscheidender politischer Bedeutung. Typische Akteure in einem Bodenkrieg sind Heere. Die fortlaufende Entwicklung des Gefechts der verbundenen Waffen erschwert die eindeutige Zuordnung kriegerischer Maßnahmen zum Land-, See- und Luftkrieg.

## Geostrategische Merkmale
Der Landkrieg unterscheidet sich von anderen geostrategischen Umgebungen in vier wesentlichen Merkmalen, die in seiner politischen Bedeutung, seiner Vielfalt, seiner Friktion und der Undurchsichtigkeit der Landmasse bestehen.
Die politische Bedeutung des Landkrieges ergibt sich aus der ausschließlichen dauerhaften Überlebensfähigkeit des Menschen zu Lande. Die Eroberung fremden politischen Territoriums, für eine kurzfristige Okkupation gleichermaßen wie für eine dauerhafte Annexion, ist daher für den Erfolg militärischen Handelns notwendig.
Die topografische Vielfalt der Landmasse bedingt die Vielfalt des Landkrieges. Im Vergleich zum Seekrieg und zum Luftkrieg ist der Bodenkrieg verschiedenen topografischen Umgebungen wie Flachland, Wüste, Dschungel oder Gebirge ausgesetzt. Des Weiteren nicht plattformorientiert und daher nicht notwendigerweise von militärtechnischer Ausrüstung abhängig. Darüber hinaus kann der Mensch im Bodenkrieg seine natürliche Anpassungsfähigkeit zur Geltung bringen.
Obwohl die Friktion in vielen militärischen und anderweitigen sozialen Zusammenhängen eine Rolle spielt, kommt sie im Bodenkrieg zu entscheidender Bedeutung. Beispielsweise stellt die einfache Bewegung und die Logistik eines Militärs zu Lande eine physikalische Herausforderung dar, die sich im Gefecht weiter verschärft.
Die Undurchsichtigkeit der Landmasse und die daraus entstehende Sichtbehinderung zu Lande, von der Topographie wie von der Erdkrümmung verursacht, bedingt gleichermaßen Möglichkeiten wie Herausforderungen des Landkrieges. Das militärische Verhalten der Tarnung und Ausrüstungsgegenstände wie Tarnkleidung zielen darauf ab, diesen Umstand zur Vorteilsgewinnung zu nutzen. Die Landmasse erschwert andererseits die Koordination einzelner Truppenteile und setzt sie dem Risiko der Isolation aus.

## Belege und Anmerkungen
1. ↑  Christopher Tuck: Land warfare. In: David Jordan et al.: Understanding Modern Warfare, S. 67.
2. 1 2  Christopher Tuck: Land warfare. In: David Jordan et al.: Understanding Modern Warfare, S. 68.
3. ↑  Christopher Tuck: Land warfare. In: David Jordan et al.: Understanding Modern Warfare, S. 68–69.